# 久米子虫
久米 子虫（くめ の こむし、生没年不詳）は、奈良時代の貴族。姓は朝臣。官位は従五位下・伊賀守。勲位は勲十二等。

## 経歴
天平宝字8年（764年）藤原仲麻呂の乱終結後の叙位にて従五位下に叙爵し、まもなく伊賀守に任じられる。天平神護2年（766年）12月5日付の東大寺伊賀国玉滝杣券に、従五位下行守勲十二等として子虫の署名がある。

## 官歴
注記のないものは『続日本紀』による。
- 時期不詳：正六位上
- 天平宝字8年（764年） 10月7日：従五位下。10月24日：伊賀守
- 天平神護2年（766年） 12月5日：見勲十二等[1]